# Crème brûlée

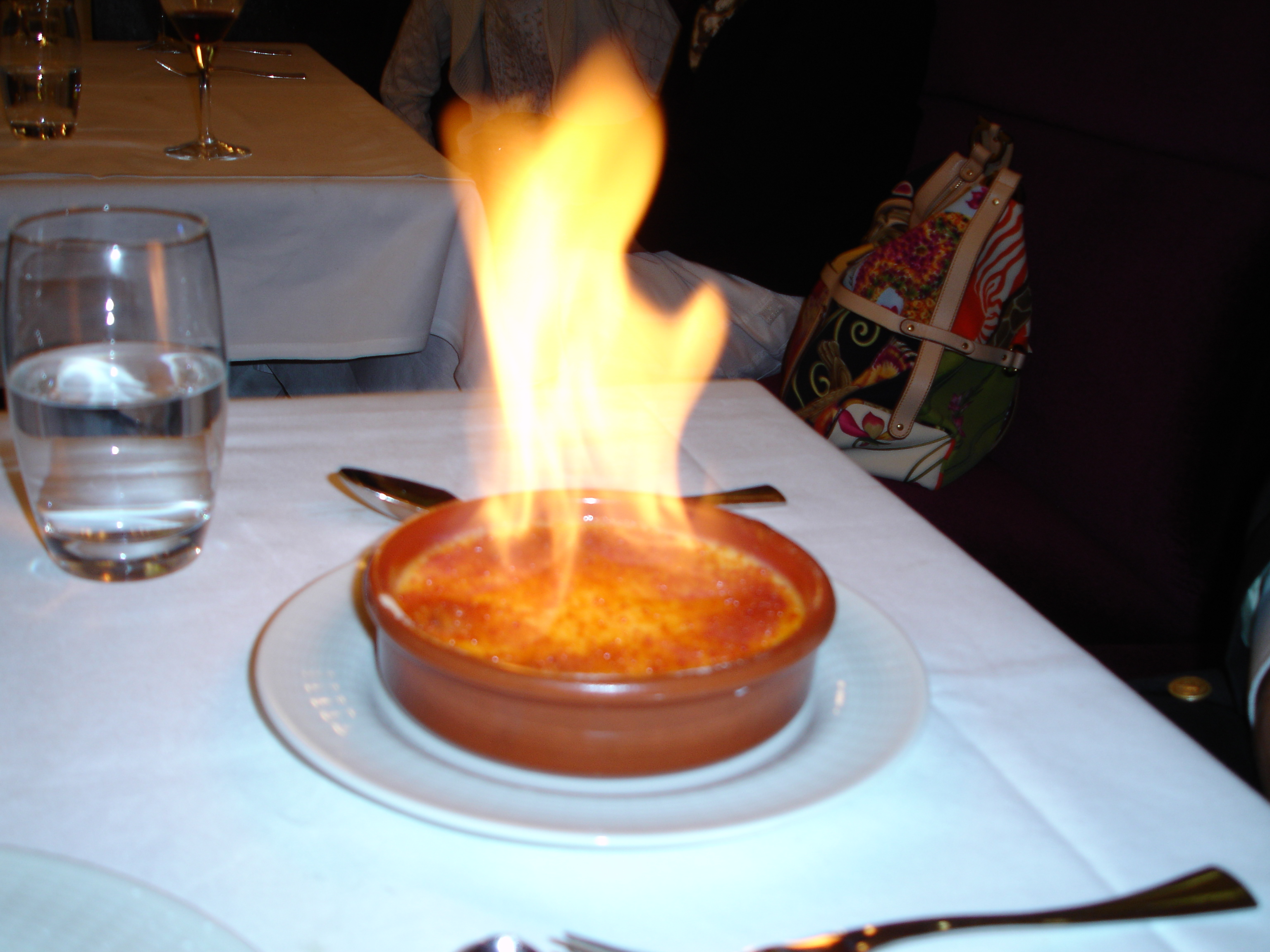
Crème brûlée

Crème brûlée je dezert skládající se z custardu – variace pudinku (žloutky, smetana, cukr)  a karamelové krusty na povrchu. Ta je vytvořena rozžhavením cukru na povrchu a to buď pod kuchyňským salamanderem, propanbutanovým hořákem nebo flambováním alkoholem. Obvykle je servírován studený v různě tvarovaných ohnivzdorných miskách (Ramekin). Custard je ochucen vanilkou, ale může být ochucen i jinak, např.: čokoládou, likéry anebo různými druhy ovoce.
První zmínka je v Massialotově knize receptů z roku 1691. Francouzský název byl později převzat i do angličtiny.
V Katalánsku se nazývá crema catalana nebo crema de Sant Josep a podává se na sv. Josefa, 19. března. V tomto druhu Crème brûlée je custardový základ ochucen citrónem a skořicí.